# 140e division de fusiliers (3e formation)
Pour les articles homonymes, voir 140e division.
La 140e division de fusiliers (russe : 140-я стрелковая дивизия) est une division d'infanterie de l'Armée rouge au début de la Seconde Guerre mondiale. Formée dans la zone de Moscou en décembre 1941, elle est détruite en juillet 1942 en Transcaucasie.

## Historique
La première formation de la 140e division de fusiliers, créée en 1939, est détruite en septembre 1941 en Ukraine. La 140e division est recréée ce même mois à partir de la 13e division de milice populaire de Moscou et détruite en décembre 1941.
La troisième formation de la 140e division de fusiliers débute fin décembre 1941 dans la région de Moscou. L'ordre de bataille est similaire à celui de la division formée en 1939, :
- 445e régiment de fusiliers
- 637e régiment de fusiliers
- 798e régiment de fusiliers
- 309e régiment d'artillerie
- 263e groupe (divizion) indépendant antichar
- 94e groupe de mortiers
- 101e batterie antiaérienne
- 181e bataillon de reconnaissance
- 199e bataillon de sapeurs
- 148e bataillon indépendant de transmissions
- 227e bataillon médical-sanitaire
- 201e peloton de lutte contre les gaz
- 146e bataillon automobile
- 412e infirmerie vétérinaire divisionnaire
- 412e boulangerie de campagne
- 1716e bureau de poste de campagne (en)
- 1057e bureau de campagne de la Gosbank.

Le général-major Ivan Kopiak (en) est nommé commandant de division le 29 janvier 1942. L'unité reste dans le district militaire de Moscou jusqu'en mai.
Fin mai, la 140e division est transférée à la 24e armée, placée dans la réserve de la Stavka et envoyée vers le Sud. La 24e armée rejoint le front du Sud juste au début de l'offensive d'été allemande, l'opération Fall Blau, en juin. Début juillet, la division est transférée dans les réserves de la 9e armée. Se retirant à travers les steppes ouvertes avec la 1. Panzerarmee à sa poursuite, la 140e division est rattrapée par l'encerclement au sud de Millerovo et détruite la troisième semaine de juillet. Elle est répertoriée comme « en réorganisation » dans la région du Caucase le 1er août et, le 7 août, le général Kopiak est indiqué comme « porté disparu au combat, présumé tué au combat ». Il est remplacé le lendemain par le colonel Grigori Liaskine. La tentative de reformation est abandonnée et la division est officiellement dissoute le 19 août.